# Zamek w Kwidzynie

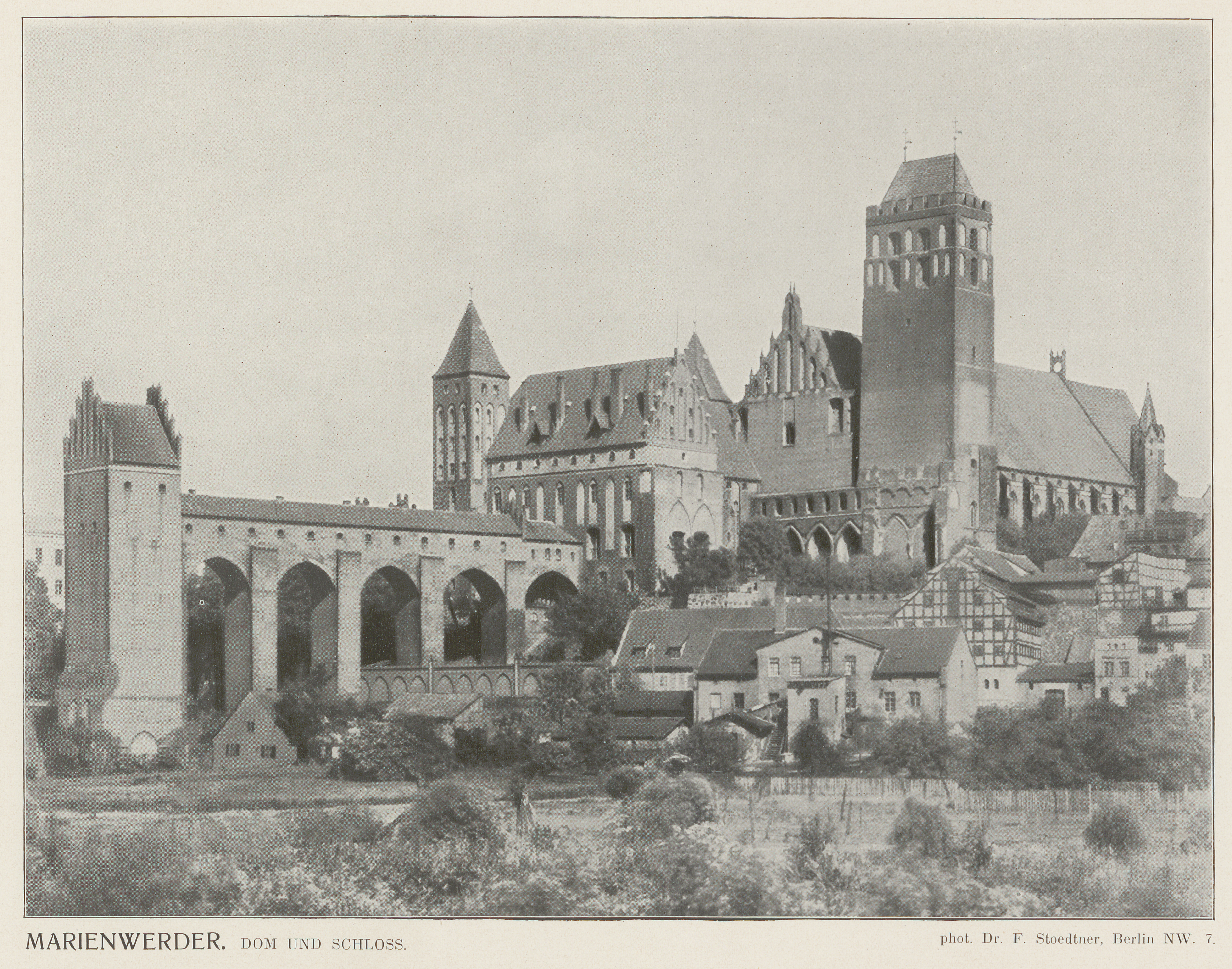
Zamek w 1910 roku

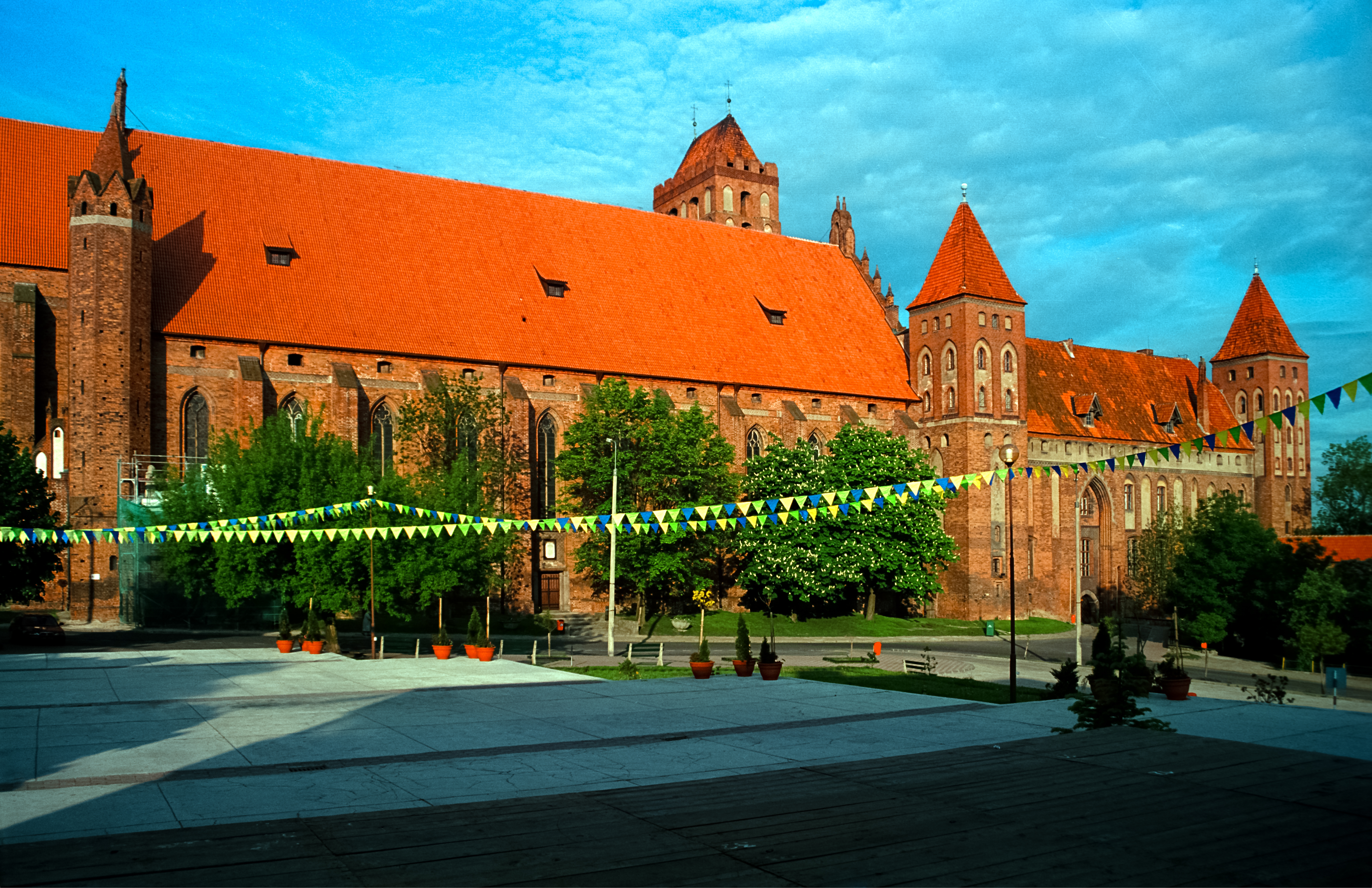
Zamek. Widok z placu przed teatrem

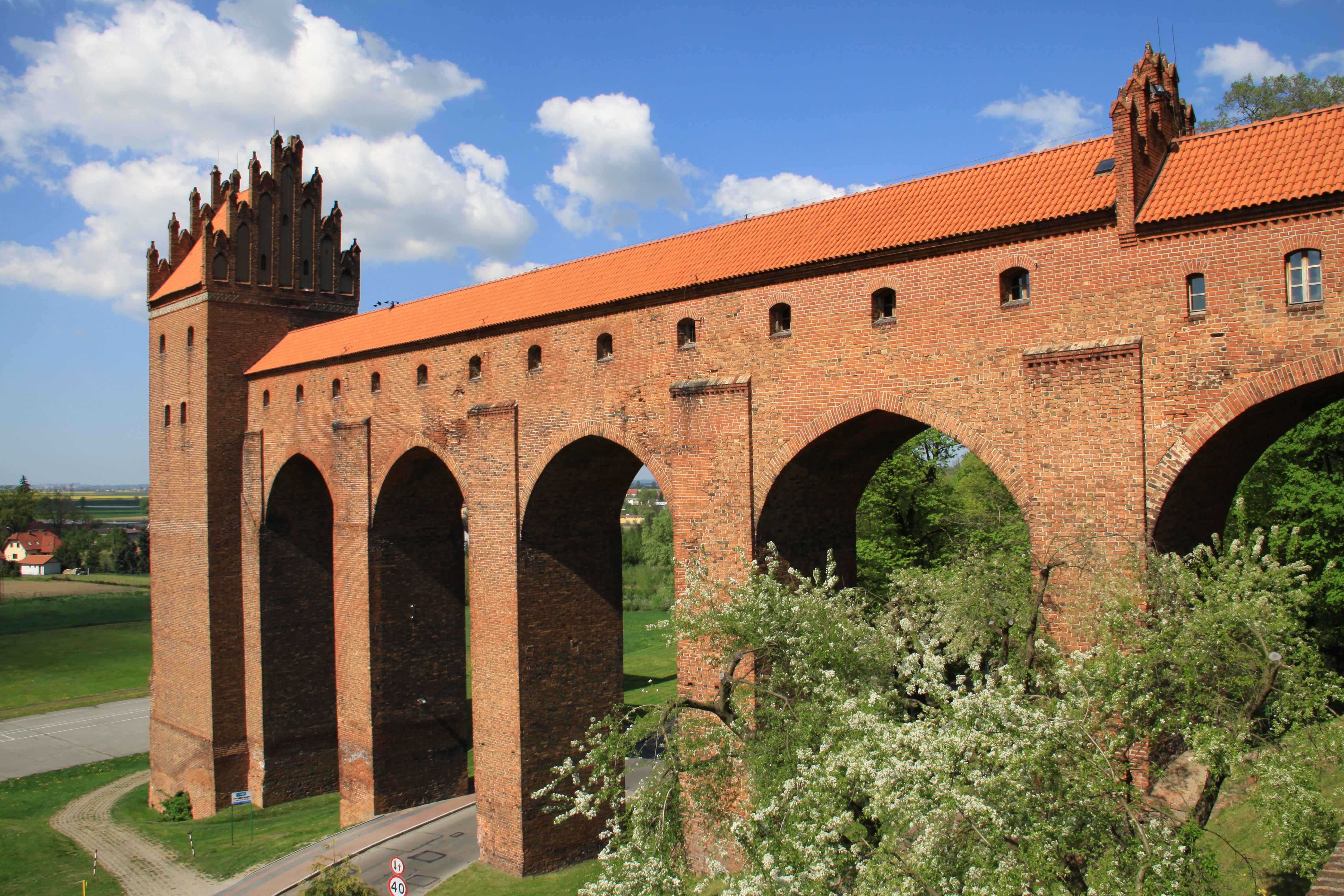
Gdanisko zamku

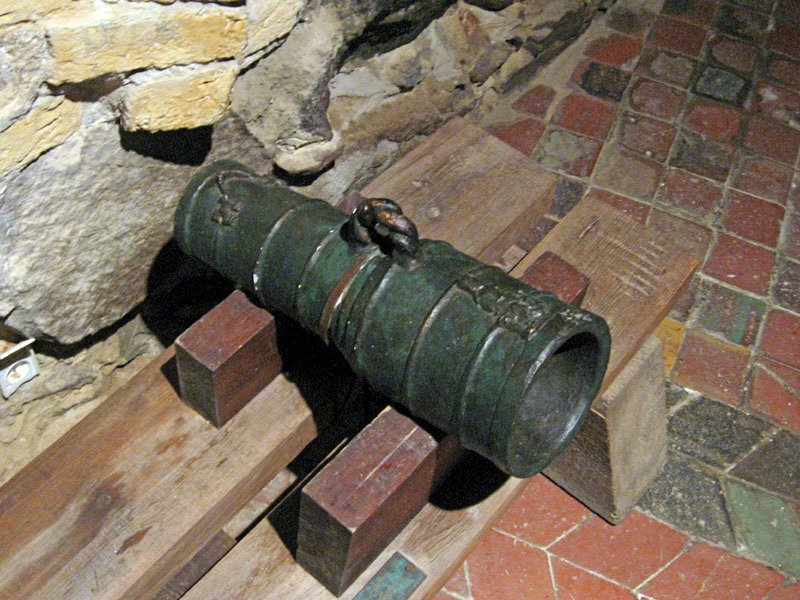
Oryginalna hufnica krzyżacka z połowy XV wieku na zamku w Kwidzynie, odkryta w piwnicach zamku w Kurzętniku w 1941 roku przez Niemców.

Zamek w Kwidzynie – zabytkowy zamek kapituły pomezańskiej w Kwidzynie wzorowany na zamkach krzyżackich. Od 2018 zespół zamkowo-katedralny posiada status pomnika historii.

## Stary Zameczek
Obecnie istniejący zamek jest drugim w kolejności chronologicznej. Pierwszy, zwany zamkiem biskupim lub Starym Zameczkiem (niem. Altschlösschen),  zbudowany został przez Krzyżaków. Zamek ten zlokalizowano najprawdopodobniej  w miejscu wcześniejszego pruskiego grodu Kwedis (Quidin) o okolicy dzisiejszej ul. Starozamkowej w Kwidzynie.
Pozostałości zamku biskupiego były obiektem badań archeologicznych prowadzonych ok. 1930 roku przez Waldemara Heym. Dzięki temu opracowaniu znany jest ogólny zarys budowli posiadającej pierwotnie dwa skrzydła (południowe i wschodnie) ustawione względem siebie pod kątem prostym. Budowla posiadała również dwie wieże o podstawie prostokąta oraz stołp. Od strony północnej i zachodniej dziedziniec otoczony był obronnym murem kurtynowym. Prawdopodobnie zamek charakteryzował się elementami wyszukanego wystroju dekoracyjnego. W trakcie badań archeologicznych odnaleziono między innymi różne rodzaje profilowanych cegieł i terakotowych płyt maswerkowych. Ponadto wapienna kruchta południowa katedry kwidzyńskiej usytuowana w obecnej lokalizacji w 1586 roku prawdopodobnie pochodzi również z ruin Starego Zameczku. W XVI w. budowla została zburzona a materiały z niej pozyskane zostały użyte do budowy zamku kapitulnego oraz innych budowli w mieście.

## Zamek Kapituły Pomezańskiej
Do budowy istniejącego obecnie zamku przystąpiono w 1 połowie XIV wieku. Po pracach mających na celu przygotowanie terenu rozpoczęto wznoszenie skrzydeł zamkowych i zabudowań przedzamcza. Zamek po raz pierwszy pojawił się w źródłach pisanych pod datą 28 października 1334 r. jako castrum Merginwerder i w tym czasie mógł być jeszcze nie wykończony, składając się jedynie z murów obwodowych i rozpoczętych dopiero skrzydeł zamku. Zamek wzniesiono z kamieni i cegieł w formie czteroskrzydłowej budowli na planie zbliżonym do kwadratu, z wieżami w narożach, dwukondygnacyjnym krużgankiem na dziedzińcu i wjazdem od strony północnej, gdzie znajdowało się gospodarcze przedzamcze. Większość prac budowlanych przy zamku zakończono około 1345 roku i w tym roku wspomniano już w źródłach o istnieniu refektarza. W latach 80. XIV wieku ukończono Gdanisko. Pierwotnie zamek stanowił samodzielne założenie, dopiero wtórnie został połączony z katedrą, a jego najwyższą, narożną wieżę południowo-wschodnią przekształcono w dzwonnicę. Ukończenie nowego kościoła katedralnego jest datowane na okres rządów biskupa Jana Möncha (1377–1409). Przedzamcze położone było na północ od kompleksu katedralno-zamkowego, od którego oddzielone było szeroką fosą. Obie części zamku łączył most na murowanych podporach. W tym czasie powstał w Kwidzynie unikatowy zespół architektoniczny, w którego skład weszły dwa zamki (biskupi i kapituły z przedzamczem), katedra oraz miasto. Poszczególne człony miały własne umocnienia, a połączone murami tworzyły system obronny, doskonale wkomponowany w warunki naturalne terenu. Zamek stał się siedzibą kapituły pomezańskiej, a także centrum religijnym i polityczno-administracyjnym.
Na mocy ustaleń drugiego pokoju toruńskiego Kwidzyn, wraz z dominium biskupim, przyznany został Zakonowi Krzyżackiemu. Biskupstwo pomezańskie zostało dożywotnio oddane polskiemu biskupowi chełmińskiemu Wincentemu Kiełbasie. Po jego śmierci Zakon podjął próbę obsady biskupstwa pomezańskiego, mając poparcie ze strony kapituły katedralnej. Doprowadziło to do interwencji wojsk polskich na terenach należących do biskupstwa pomezańskiego i warmińskiego – konflikt określany jako Wojna Księża. W 1478 roku wojska polskie zdobyły Kwidzyn. Mieszczanie schronili się w zamku kapituły i podpalili miasto. W trakcie działań wojennych zamek został poważnie uszkodzony – podczas prac remontowych przeprowadzonych w roku 1487, rozebrano uszkodzone wieże narożne.
W roku 1520 w wyniku kolejnych działań wojennych, wojska polskie zniszczyły całkowicie zamek biskupi i najprawdopodobniej uszkodziły zamek kapituły. W roku 1526 biskupi pomezańscy przeszli na protestantyzm. W latach 30 XVI wieku pierwszy biskup protestancki Paulus Speratus, przeprowadził na własny koszt remont zamku kapitulnego. Po jego śmierci, w roku 1551 zamek został przejęty przez urzędników księcia Albrechta Hohenzollerna, stając się budynkiem rządowym i rezydencją, w której, w 1709 roku, zatrzymał się car Rosji Piotr I, w czasie swojego pobytu w Kwidzynie, na zaproszenie króla pruskiego Fryderyka I.
W roku 1728 skrzydło południowe zamku zostało przekształcone w magazyn spożywczy dla garnizonu wojskowego. Po pierwszym rozbiorze Polski zamek stał się siedzibą sądu. W związku ze zmianą funkcji, przeprowadzono konieczne prace adaptacyjne. W salach I piętra wprowadzono podział na szereg małych pomieszczeń. Rozebrano częściowo zachodni krużganek, budując schody prowadzące z dziedzińca na I piętro. Część zamku zaadaptowano na cele więzienne. W roku 1798 podjęto decyzję o rozbiórce dwóch skrzydeł zamkowych: wschodniego i najbardziej reprezentacyjnego południowego, by z pozyskanego materiału wybudować osobny budynek.
Po roku 1854, na mocy rozporządzenia króla Fryderyka Wilhelma IV zaprzestano dewastacji zamku i rozpoczęto prace rekonstrukcyjne. Ich najistotniejszy etap przeprowadzono w roku 1874, pod kierunkiem Gustava Reicherta. W rezultacie odbudowano wieże narożne, zrekonstruowano sklepienia w pomieszczeniach pierwszego piętra skrzydła północnego i uzupełniono detal architektoniczny.
Zamek pełnił funkcje sądu i więzienia do roku 1935. W roku 1936 po przeprowadzeniu szeregu prac adaptacyjnych, zamek stał się siedzibą hitlerowskiej szkoły Hitlerjugend HJ-Ostlandführerschule i tę funkcję pełnił do roku 1945. Po zajęciu miasta przez Armię Czerwoną zamek, w odróżnieniu od Starego Miasta, szczęśliwie uniknął poważniejszych zniszczeń. Splądrowano jedynie jego wnętrza.
W grudniu 1949 roku zamek został przejęty przez Ministerstwo Kultury i Sztuki.
Obecnie mieści się w nim Muzeum w Kwidzynie.

### Opis
Zamek na przestrzeni dziejów był wielokrotnie przebudowywany, w zależności od różnych czynników był rozbudowywany i częściowo rozbierany. W czasie swego największego rozwoju (między XVI a XIX wiekiem) stanowił on czteroskrzydłowy, regularny kompleks z krużgankowym dziedzińcem wewnętrznym. W narożach rozbudowano regularne czteroboczne wieże, zwieńczone strzelistymi czterospadowymi dachami. Wyjątkiem pozostała wysoka (59 m) wieża znajdująca się w południowo-wschodnim narożu. W 1798 roku  zamek został częściowo rozebrany przez władze pruskie. W ramach prac rozebrane zostały skrzydła: wschodnie (przylegające do katedry) i reprezentacyjne skrzydło południowe (znajdujące się od strony starego miasta), w którym znajdował się między innymi refektarz biskupi. Od tego czasu zamek stracił swą zamkniętą, regularną formę. Materiał pozyskany w trakcie rozbiórki posłużył do budowy gmachu Sądu Ziemskiego w Kwidzynie, który powstał w latach 1798-1800 i stoi obecnie przy ul. Braterstwa Narodów 59.

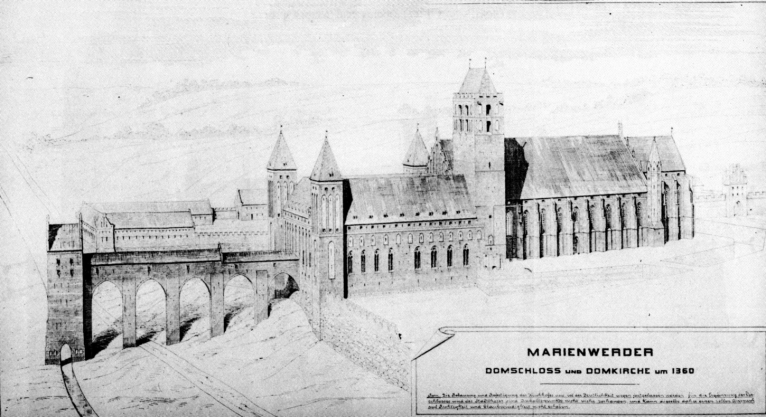

Jedynym zachowanym na zamku pomieszczeniem z okresu średniowiecza jest tzw. kaplica/skryptorium, w której odkryto umieszczone na sklepieniach północnego przęsła malowane postaci, które są jednolite stylowo i można je datować na ostatnią ćwierć XIV w.
Charakterystycznym elementem zamku jest największa na terenie państwa krzyżackiego wieża sanitarno-obronna – gdanisko – usytuowana w odległości 55 metrów od zachodniego skrzydła zamku na najniższych terasach doliny wiślanej. Gdanisko jest połączone z głównym korpusem zamku najdłuższym na świecie gankiem wspartym na pięciu wysokich arkadach o wysokości kilkunastu metrów. Od północy znajduje się wieża studzienna połączona dwiema arkadami z zamkiem, potocznie nazywana małym gdaniskiem.

## Legenda o powstaniu gdaniska w Kwidzynie
Charles Ogier, sekretarz poselstwa francuskiego uczestniczącego w szwedzko-polskich rokowaniach, w swoim dzienniku, pod dniem 22 czerwca 1635 r., opisując pokrótce swoją wizytę w Kwidzynie, zwrócił szczególną uwagę na gdanisko i odnotował miejscowe podanie dotyczące jego genezy.
Otóż według ludowego przekazu, pewien zamożny, miejscowy kanonik miał kochankę. Gdy dowiedział się o tym jego biskup, zganił go, a kanonik, wyrażając skruchę, miał obwieścić w dosadny sposób, że będzie srał na miłość. Po czym wybudował owe gdanisko, z którego codziennie defekował do rzeki, po niemiecku zwanej Liebe (miłość). Ogier zauważa z przekąsem, że taka historia mogła się narodzić jedynie w umysłach luteran (czyli Niemców).

## Filatelistyka

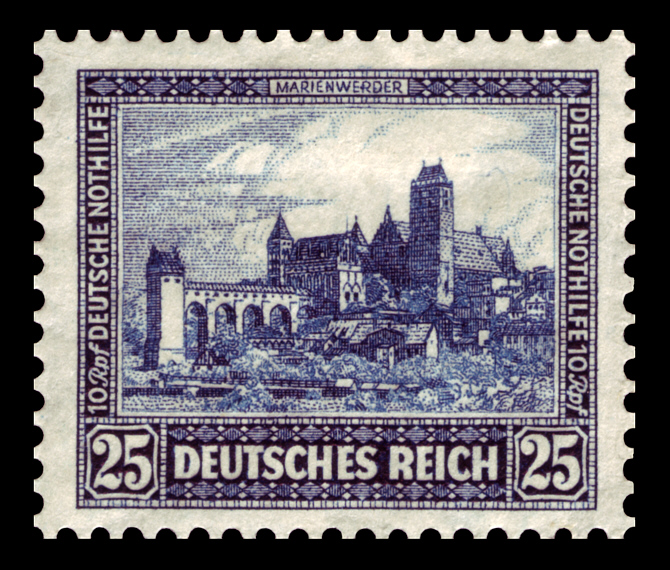
Niemiecki znaczek z 1930 roku

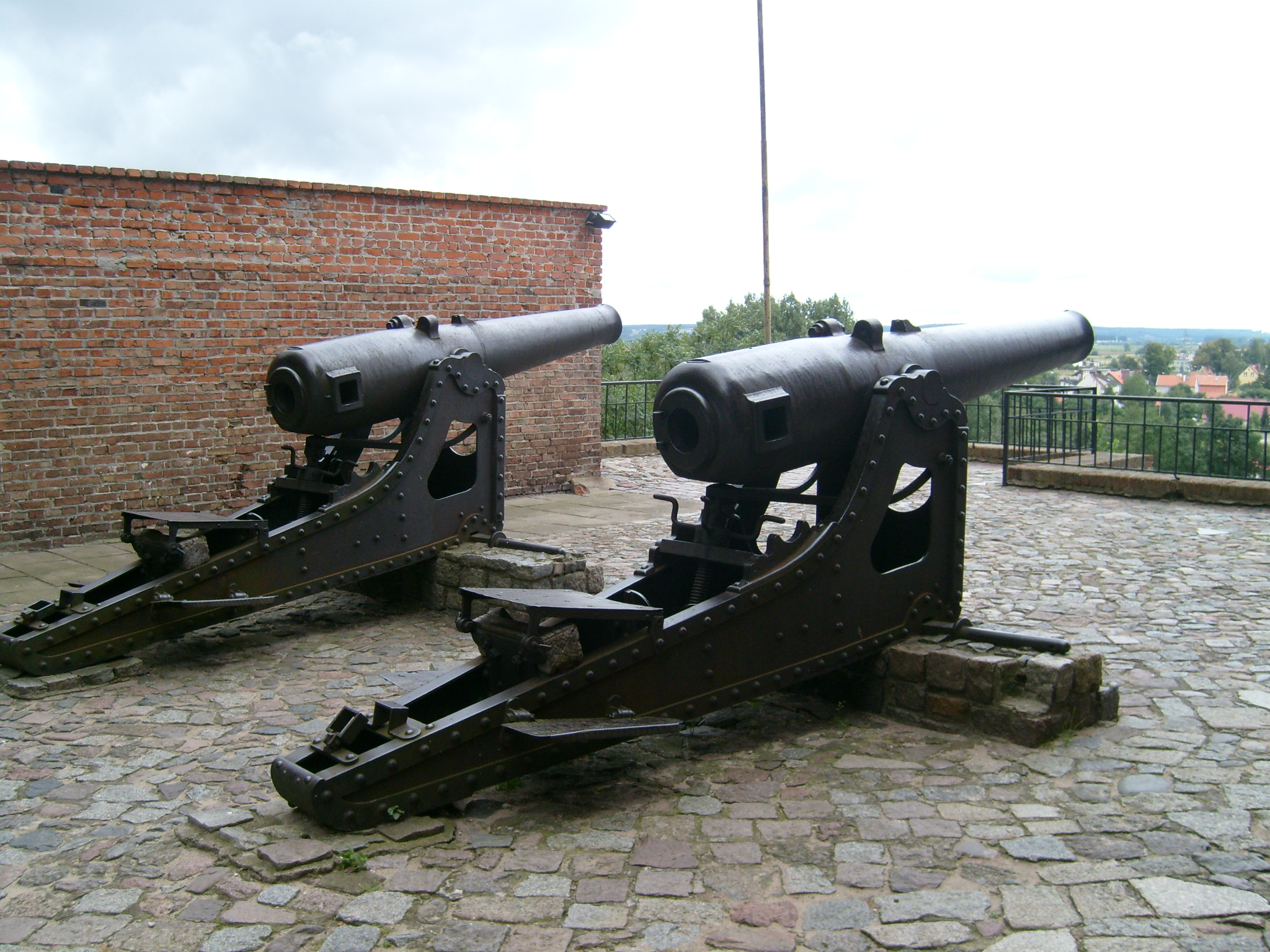
Dwie ciężkie francuskie armaty polowe z 1861 i 1863 roku, wyprodukowane w belgijskim Liège. Zostały zdobyte w wojnie francusko-pruskiej i ustawione w mieście jako symbol pruskiej przewagi militarnej. Szczęśliwie przetrwały lata I wojny światowej. Obecnie są eksponowane na dziedzińcu zamkowym

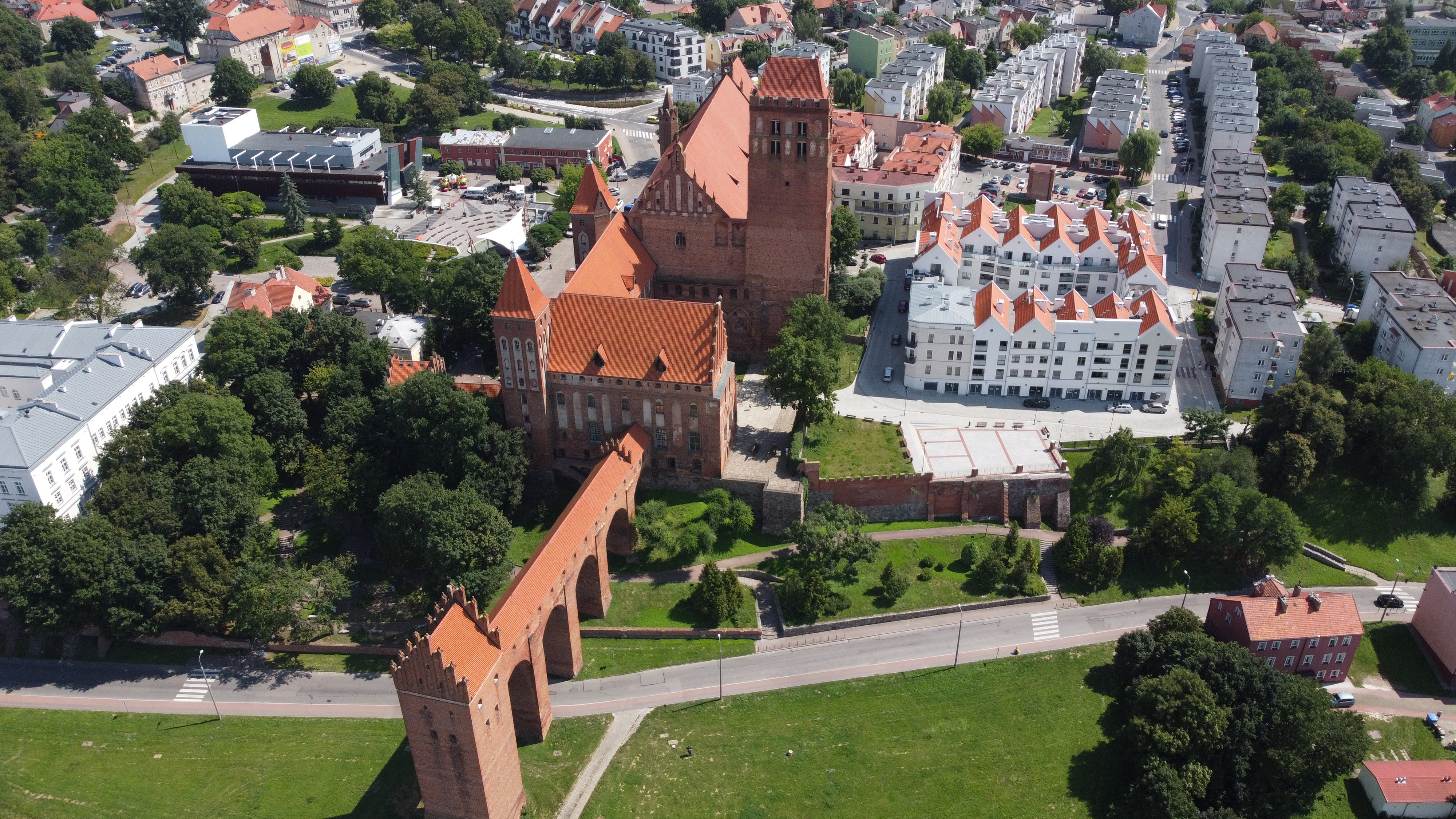
Zamek widziany z lotu ptaka

Poczta Polska wyemitowała 5 marca 1971 r. znaczek pocztowy przedstawiający kwidzyński zamek o nominale 3,40 zł, w serii Zamki polskie. Druk w technice offsetowej na papierze kredowym. Autorem projektu znaczka był Tadeusz Michaluk. Znaczek pozostawał w obiegu do 31 grudnia 1994 r.